# Седьмой Доктор
Седьмой Доктор (англ. Seventh Doctor) — седьмое воплощение Доктора — главного героя британского научно-фантастического телесериала «Доктор Кто». Его роль исполняет актёр Сильвестр Маккой, сменивший Колина Бейкера в серии «Время и Рани». Оставался до окончания классических серий.
Доктор — представитель внеземной расы Повелителей времени с планеты Галлифрей, который при помощи пространственно-временного устройства ТАРДИС путешествует через время и пространство, часто со спутниками. Когда Доктор получает значительные увечья, его тело может «регенерировать», однако при каждом новом воплощении его внешность и характер меняются.
Коронная фраза Седьмого Доктора — «А где-то в другом месте…».

## Биография
Происхождение Седьмого Доктора в какой-то мере окутано тайной. Известно лишь то, что он регенерировал сразу же после того, как совершил вынужденную посадку на планете Лакертия («Время и Рани»).
Ровно так же неизвестно, каким способом Доктор получил травмы. Тем не менее есть предположение о том, что регенерация была спланирована для того, чтобы предотвратить цепь событий, которые бы привели к созданию злого эго Доктора — Валеярда (НП: Таймвирм: Откровение). Так же существует другая версия, из которой следует, что регенерация Доктора произошла, потому что он был очень слаб после событий, которые привели к разрушению Лампрейса («Спиральная царапина»). В другой версии Седьмой Доктор умышленно убил Шестого для того, чтобы родился защитник времени («Любовь и Война»).
Независимо от причины, сразу же за регенерацией последовал период пост-регенеративной травмы, которая вызвала появление хаотичной, и в некоторой степени комичной личности. После встречи с Рани и оглушения его снарядом он теряет сознания. Пока он был без сознания Рани ввела ему препарат из за которого началась амнезия, и после того он перепутал Рани с Мэл. После своей регенерации Доктор указал свой точный возраст — 953 года (на сегодняшний день это единственный Доктор, у которого известен точный возраст после регенерации).
Всё ещё под влиянием Рани Доктор выбрал для себя новый стиль. Сбросив с себя клоунский наряд своего предшественника, он выбрал себе более проницательный костюм с шляпой (отмечая Рани-Мэл, что у его нового воплощения теперь есть чувство стиля «от кутюр»). На данный момент неизвестно, повлияла ли как-то Рани на новый имидж Доктора («Время и Рани»).
После восстановления своей памяти и победы над Рани Доктор продолжил путешествовать с Мэл. Одним из их первых путешествий была поездка в Райские Башни («Райские башни»), после которых последовал визит в уэльский лагерь отдыха в 1950-х, когда они столкнулись со Знаменосцами («Дельта и знаменосцы»).
После последнего путешествия в Ледяной Мир, Мел решила оставить Доктора и вместо этого путешествовать вместе с Сабалом Глитзом, которого она решила повернуть на правильный путь. В Ледяном Мире Доктор встретил Эйс, проблемного подростка из 1980-х годов Земли, которую транспортировали на другую планету. После ухода Мэл Эйс согласилась путешествовать с Доктором («Драконье пламя»).
В одном из своих первых путешествий с Эйс Доктор вернулся в 1963 год в школу Коул Хилл. В том времени прошло всего несколько дней, после того, как он, Сьюзен Форман, Барбара Райт и Ян Честертон покинули Землю («Неземное дитя»). Он вернулся, чтобы закончить одно дело, начатое его первым воплощением — возвращение Руки Омеги. Но его миссию прервали внезапно прибывшие далеки и Даврос. При победе над ними Доктор продемонстрировал тёмную сторону своего характера, используя Руку Омеги для уничтожения их родной планеты — Скаро («Поминовение далеков»).
После этого Доктор и Эйс продолжили путешествовать. Примечательно, что они столкнулись с киберлюдьми и Леди Пайнфорт, которая много знала о характере Доктора («Серебряная Немезида»). Также Доктор воссоединился со своим старым другом Бригадиром Алистером Летбридж-Стюартом, вместе с которым он также вернулся в UNIT. Во время этих событий выяснилось, что когда-то Доктор жил во времена Короля Артура и был известен людям под именем Мерлин («Поле брани»).
Путешествуя с Эйс, Доктор старался помочь ей не испытывать дискомфорт воспоминаний из своей предыдущей жизни. Он даже специально подстроил её встречу со своими предками («Проклятие Фенрика»). В последнем событии выяснилось, что встреча с Эйс и ряд других приключений были подстроены Фенриком — злым существом, которое Доктор встречал ранее.
После этих событий Доктор вновь встретил своего давнего врага, Мастера, и победил его. После он отправил свою спутницу Эйс обратно на Перивейл и предложил ей остаться на Земле. Но Эйс считала своим новым домом ТАРДИС, и вместе они отправились на поиски новых приключений.

### Защитник времени
В последующие годы Доктор продолжал путешествовать, находя и теряя спутников. Эйс отправилась воевать на войну, но позже она вернулась, уже мудрее и старше. Также Доктор нашёл себе новую спутницу — Бернис Саммерфилд, которая была искательницей приключений, и которая путешествовала с ним довольно долгое время (настолько долго, что восьмое воплощение Доктора сказало, что Бернис была его самым долгим спутником).
В своих путешествиях Седьмой Доктор воссоединился со многими старыми спутниками, среди которых были Пери Браун («Плохая терапия»), Романа («Лангбэрроу»), Лиз Шоу («Слёзы вечности»), Бригадир Летбридж-Стюарт («Поле брани») и несколько других членов ЮНИТ («Счастливые концовки»).
В романе «Человеческая природа» сказано, что он изменил свою ДНК на человеческое, жил под именем Джон Смит и влюбился в человеческую женщину.
Также неизвестны события, при которых Доктор находился со своим кланом в доме Лангбэрроу на Галлифрее. Также неизвестно, при каких обстоятельствах он попал на Скаро (до того, как уничтожил её), чтобы забрать останки Мастера.
Седьмой Доктор участвовал в спасении Галлифрея в серии «День Доктора».

## Смерть
Седьмой Доктор «умер» дважды.
Первая смерть произошла при его путешествии с Эйс, хотя возможно эти события произошли в альтернативной реальности («Смерть идёт во время»).
После истории с его семьей на Галлифрее Доктор отправился на Скаро, чтобы забрать останки Мастера. Но после этого его ТАРДИС совершила вынужденную посадку в Сан-Франциско в 1999 году. После того, как он вышел из ТАРДИС он попал в перестрелку между бандитами из Чайна-Тауна, Чанг Ли отвёз его в больницу, где Доктору попытались сделать операцию, но из-за аномалий анатомии Повелителей Времени Седьмой Доктор умер на операционном столе. В отличие от своих предыдущих регенераций он регенерировал не сразу, а лишь через несколько часов в морге («Доктор Кто»).

## Характеристика
Изначально Седьмой Доктор был более весёлым и подвержен шуточному поведению, что скрывало его интеллект и мужество в борьбе против зла. Однако в дальнейшем он стал более тёмным персонажем и мастером манипуляции, который представлял сражение добра и зла как шахматную партию, а все люди вокруг него были пешками. Расселл Ти Дейвис называет его «замысловатым человечком с огоньком в глазах».
Но несмотря на свои действия манипулятора (считается, что он использовал свои психические способности, чтобы Мэл покинула ТАРДИС), Седьмой Доктор заботился о своих спутниках и по-отцовски относился к Эйс. В конечном счёте эти отношения погасли.

## Привычки и стиль
Седьмой Доктор был непревзойденным любителем игры в шахматы, и рассматривал своих соратников как фигуры на шахматной доске. Это отчётливо видно в сериях «Серебряная Немезида» и «Проклятие Фенрика».
Также у этого воплощения по необъяснённым причинам присутствует шотландский акцент.
Несмотря на свою известность «тёмного Доктора», это воплощение часто использовало острые слова и выражения для решения проблем.
Седьмой Доктор любил носить с собой зонтик, который чаще использовался для практических целей, чем для защиты от дождя («Поминовение далеков»).
В своей ранней жизни в седьмом воплощении Доктор рассматривал ложки как музыкальные инструменты.
Любимая фраза Седьмого Доктора — «А где-то в другом месте…».

## Другие появления
Седьмой Доктор — третье воплощение Доктора, принимавшее участие в аудиопостановках Big Finish Productions, появившийся в историях:
- «Сирены времени» (1999)
- «Паникер» (2000)
- «Машина геноцида» (2000)
- «Огни вулкана» (2000)
- «Тень бедствия» (2000)
- Седьмой Доктор участвовал в спасении Галлифрея в серии «День Доктора».

Также Седьмой доктор стал главным героем книги Времяточец: Бытие (Происхождение).